# روبرت هوكينز
روبرت هوكينز (بالإنجليزية: Robert Hawkins)‏ هو فنان أمريكي، ولد في 1951 في سانيفال في الولايات المتحدة.